# Hybridrakete

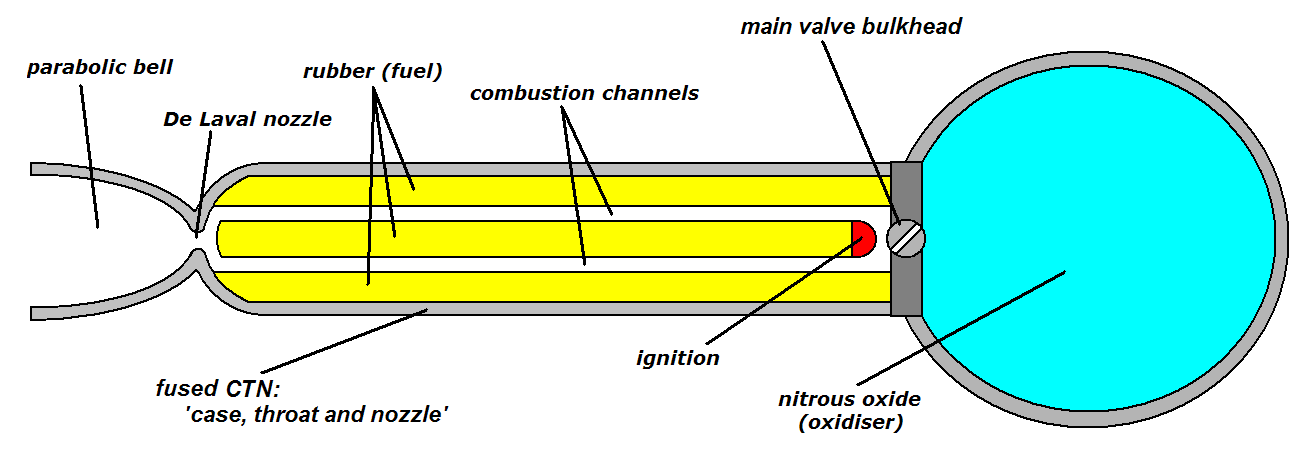
Schema des Antriebs von SpaceShipOne

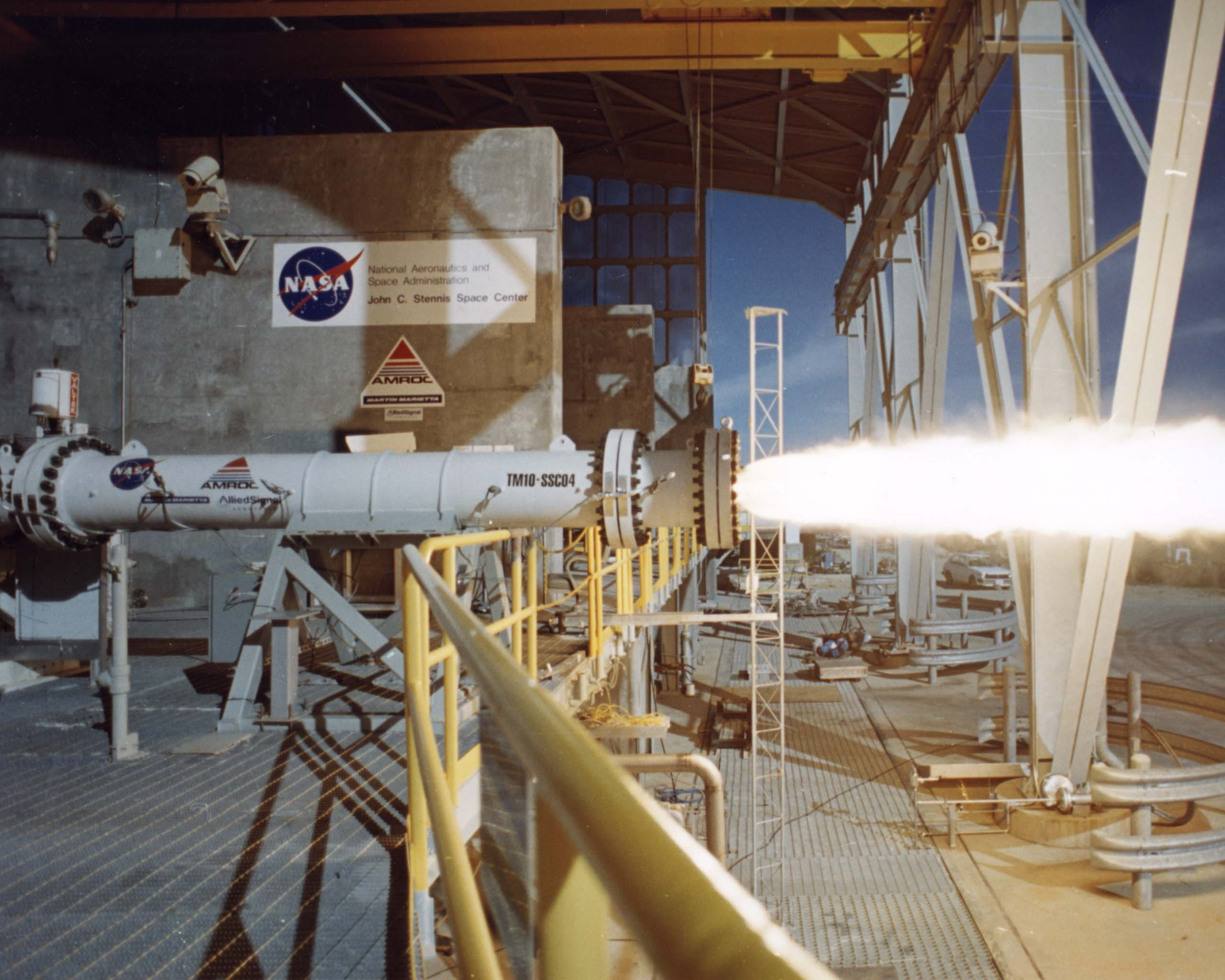
AMROC Test eines Hybridraketenmotors 1994 am Stennis Space Center.

Hybridraketen verwenden zur Erzeugung des Schubs ein Raketentriebwerk, bei dem Treibstoff in fester Form mit einem flüssigen Oxidator kombiniert wird. Vorteile von Hybridraketen sind die einfachere Bauweise und die ihnen innewohnende Sicherheit. Sie stellten daher oft einen Entwicklungsschritt zur Flüssigkeitsrakete dar (z. B. Sowjetunion 1933 GIRD-09). Bislang wurden nur kleine bis mittlere Hybridraketen gebaut, jedoch sind mittlerweile auch orbitale Raketen geplant.

## Allgemeines
Bei der Verwendung bestimmter Treibstoffe (z. B. Lithiumhydrid, Berylliumhydrid) und Oxidatoren (z. B. Sauerstoff, Fluor, FLOX, Sauerstoffdifluorid) können Hybridraketen spezifische Impulse wie die leistungsfähigsten im Einsatz befindlichen Flüssigkeitsraketen erreichen oder übertreffen.
Forschungen zu Hybridraketen gibt es in Deutschland wieder seit den 1960er Jahren (Barbarella). Ebenso führte die Forschung in Frankreich (LEX) und in den USA (Amroc, Dolphin, Hyperion, HYSR, SpaceShipOne) zu flugfähigen Experimentalraketen.
1974 wurde Barbarella, die erste deutsche Hybridrakete, gestartet. Heute ist sie im Deutschen Museum München zu besichtigen. Auch manche Modellraketenvereine, wie die DERA, haben schon Hybridraketen gebaut und erfolgreich gestartet. Der erste private bemannte Raumflug des SpaceShipOne von 2003 wurde ebenfalls von einem Hybridraketenmotor angetrieben.

## Grundform
Die Brennkammer besteht, ähnlich wie bei Feststoffraketen, aus einem zylinderförmigen Behälter und stellt den Vorratsbehälter für die feste Komponente des Treibstoffes dar. Der flüssige Oxidator strömt durch eine Röhre durch den Festbrennstoff und kann so mit ihm reagieren. Der Zufluss des Oxidators wird durch ein Ventil geregelt, somit kann auch der Schub geregelt werden.

## Sonderformen
Da sich die Oberfläche des festen Treibstoffes normalerweise während des Betriebes vergrößert, muss zur besseren Verbrennung des Festbrennstoffes der flüssige Treibstoffanteil in eine spezielle Nachbrennkammer eingespritzt werden. Des Weiteren ist es möglich, die flüssige Komponente über ein axiales Sprührohr vor dem Düsenhals einzusprühen.